# Homelink
HomeLink ist der Produktname für einen Mehrfrequenz-Funktransmitter, der inzwischen bei vielen Automobilherstellern als fest eingebautes Zubehör erhältlich ist.

## Funktionsweise
Das System wurde von Johnson Controls hergestellt und entwickelt und wurde ca. 2014 von dem Automobilzulieferer GENTEX Corp übernommen. Es war 2003 in über 20 Mio. Autos installiert.
Das System funktioniert wie eine „geklonte“ programmierbare Fernbedienung, um die Fernbedienungen von Garagentoren, funkgesteuerten Lampen, Toren usw. zu ersetzen. Um das System im Fahrzeug zu benutzen, muss zunächst eine Original-Fernbedienung für die gewünschte Funktion in das System im Fahrzeug eingelernt (bekannt gemacht) werden.
Das System hat mehrere Knöpfe, die oft in das Armaturenbrett, die Sonnenblende auf der Fahrerseite oder den Rückspiegel integriert sind. Bei neueren Fahrzeugen ist eine Integration in das Infotainmentsystem möglich. Das System ist kompatibel zu vielen per Funk bedienbaren Garagentoröffnern aus den Frequenzbändern 27 MHz, 40 MHz, 434 MHz sowie 868 MHz und Hausautomationssystemen, die unverschlüsselt oder auf dem 10 Bit Verschlüsselungsprotokoll bzw. der Rollingcode Technik basieren.

### Inkompatible Funksysteme
Seit ca. Ende 2016 wird in neueren Systemen von HomeLink das 27Mhz- und 40Mhz-Frequenzband im Fahrzeug vom System nicht mehr unterstützt. Viele Handsender der 70er-, 80er- und 90er-Jahre können somit nicht mehr eingelernt werden.
Neuere Handsendergenerationen ab ca. 2015, die mit moderneren Verschlüsselungssystemen, beispielsweise mit KeeLoq Hopping Code arbeiten, sind aber ebenfalls nicht mehr in das System integrierbar, weil diese Hopping-Code-Verfahren nicht kopierbar sind (Unikatssender Bidirektionaler Funk), obwohl diese mit 434 MHz Funktechnik arbeiten.
Das System gewann 1997 den PACE Award für die Verbesserung der Interaktion zwischen Mensch, Auto und Haustechnik.